# Big Air Shougang
Il Big Air Shougang (首钢滑雪大跳台S, Shǒugāng huáxuě dà tiàotáiP) è un impianto sportivo all'aperto per gli eventi di big air situato a Pechino nel distretto di Shijingshan e costruito in occasione dei XXIV Giochi olimpici invernali.

## Storia
L'impianto è stato costruito sul terreno di un'ex acciaieria dello Shougang Group chiusa prima dei Giochi della XXIX Olimpiade del 2008 a causa di preoccupazioni legate all'inquinamento atmosferico. I lavori di costruzione dell'impianto sono iniziati nel 2018 e sono stati completati nel novembre 2019. Tra l'8 e il 15 febbraio 2022 l'impianto ha ospitato le gare di big air di snowboard e freestyle dei XXIV Giochi olimpici invernali.

## Caratteristiche
L'impianto dispone di una pista lunga 164 metri e con una larghezza massima di 34 metri; il punto più alto è posto a 60 metri dal suolo. Ha una capienza di 4 912 spettatori.